# ژاک وینو (طراح)
ژاک وینو (به فرانسوی: Jacques Viénot)؛ (زادهٔ ۲ اوت ۱۸۹۳ میلادی – درگذشتهٔ ۱۰ ژانویهٔ ۱۹۵۹ میلادی) یک طراح اهل فرانسه بود. او یکی از چهره‌های بزرگ جنبش زیبایی‌شناسی صنعتی بود. او در سال ۱۹۵۱ میلادی مؤسسه زیبایی‌شناسی صنعتی (آی‌ای‌آی) را بنیان نهاد که در سال ۱۹۸۴ میلادی به مؤسسۀ طراحی فرانسه (آی‌اف‌دی) تغییر نام داد.
زندگی و کار
وینو در سال ۱۹۲۹ میلادی شرکت دکور آنستال مُبل (دی‌آی‌ام) را برای طراحی تأسیس کرد. او سپس برای فروشگاه بزرگ پاریس پرنتان کار کرد. او در سطح بین‌المللی به دلیل مشارکت در نمایشگاه جهانی پاریس در سال ۱۹۳۷ میلادی شناخته شد. پس از جنگ جهانی دوم، ژاک وینو یکی از نظریه‌پردازان برجستۀ فرانسوی دربارۀ طراحی محصول شد. او دفتر فن‌آوری را در سال ۱۹۴۸ تأسیس کرد. او با کمک وزارت اقتصاد فرانسه، مجلۀ طراحی با عنوان زیبایی‌شناسی صنعتی را به زبان فرانسوی در سال ۱۹۵۱ میلادی تأسیس کرد. در سال ۱۹۵۳ میلادی، وزارت اقتصاد فرانسه به او مأموریت داد تا جایزۀ طراحی فرانسوی خود را به نام «صنعت زیبا» تأسیس کند.
وینو با بسیاری از طراحان مشهور از جمله راجر تالون همکاری کرد.

## پایه‌های طراحی صنعتی
ژاک وینو در سال ۱۹۵۲ میلادی توسط آی‌ای‌آی منشور اخلاقی به نام «قوانین زیبایی‌شناسی صنعتی» را منتشر کرد که توسط کمیسیونی متشکل از معماران، صنعت‌گران، سبک‌شناسان، فیلسوفان و با هدف تدوین شیوه‌های حرفۀ طراحی در فرانسه تهیه شد. این قوانین، اگر چه امروزه حرفه‌های طراحی در زمینه‌های عمل، ابزارها و روش‌های آن‌ها پیشرفت زیادی کرده‌اند، مبنایی جهانی برای طراحی محصولات باکیفیت باقی مانده‌اند.
ژاک وینو راه را برای برداشت مدرن و قاطعانه از آنچه خلقت در یک جامعۀ صنعتی باید باشد هموار کرد. ایده‌های ژاک وینو با آرزوی ارتقای شیء به رتبۀ اثری هنری، با مبارزه برای شیوه‌ای جدید از زندگی، جایی که انسان به لطف اندیشۀ زیبایی‌شناسی صنعتی، و در کنار هم قرار دادن هنر و تولید-انبوه بهتر زندگی کند، اساس طراحی به معنایی که ما آن را امروزه درک می‌کنیم، بنا نهاد.